# Karmirpasset
Karmirpasset (armeniska: Կարմիրի լեռնանցք: Kamiri lernantsk) är ett bergspass i Armenien. Det ligger i den centrala delen av landet, 80 kilometer nordost om huvudstaden Jerevan. Karmirpasset ligger 2 178 meter över havet.
Terrängen runt Karmirpasset är kuperad. Runt Karmirpasset är det ganska tätbefolkat, med 72 invånare per kvadratkilometer.. Närmaste större samhälle är Tjambarak, 6,2 kilometer nordost om Karmirpasset. 
Trakten runt Karmirpasset består till största delen av jordbruksmark.